# 우촌초등학교
우촌초등학교(友村初等學校)는 대한민국 서울특별시 성북구 성북로4길 52-1에 있는 사립 초등학교이다.

## 학교 연혁
- 1965년 3월 24일: 개교
- 1965년 4월 15일: 제 1대 양재현 교장 부임
- 1975년 6월 5일: 제 3대 이규수 교장 부임
- 2004년 4월 2일: 제 4대 허영회 교장 부임
- 2004년 9월 1일: 제 5대 오인숙 교장 부임
- 2006년 9월 1일: 제 6대 류재덕 교장 부임
- 2007년 9월 13일: 제 7대 구광희 교장 부임
- 2012년 3월 2일: 제 8대 박명숙 교장 부임
- 2014년 3월 1일: 제 9대 이선형 교장 부임
- 2016년 3월 1일: 제 10대 김연숙 교장 부임
- 2017년 4월 13일: 제 11대 최은석 교장 부임
- 2021년 8월 26일 : 김봉석 교장 직무대리 부임
- 2022년 9월 13일: 김한기 교장 부임
- 2025년 3뤌 24일: 개교 60주년

## 참고 자료
- 우촌초등학교 - 한국교육학술정보원 학교알리미